# Svenska mästerskapen i fälttävlan 1984
Svenska mästerskapen i fälttävlan 1984 avgjordes i Skövde och Tidaholm . Tävlingen var den 34:e upplagan av Svenska mästerskapen i fälttävlan.

## Resultat
| Placering | Ryttare         | Häst         |
| --------- | --------------- | ------------ |
| 1         | Sven Ingvarsson | Doledo       |
| 2         | Jan Jönsson     | Nebraska 627 |
| 3         | Leona Nilsson   | Premiere     |